# 张碧梧
张碧梧（1897年—？），男，江苏仪征人，中国小说家，翻译家。

## 生平
早年家道中落，自學英文，得表兄毕倚虹之助，到上海读书，曾翻译《断指手印》、《电贼》、《人猿泰山》与《侠盗亚森·罗平》等侦探小说，在《小说时报》上发表。
1921年应周瘦鹃之约，在《半月》雜誌上發表《双雄斗智记》第一部長篇小說，序言中说：“既然西方塑造了福尔摩斯与亚森·罗平，那么为什么东方没有这类传奇人物呢？”接著又發表《家庭侦探宋悟奇新探案》。张碧梧一生苦读勤耕。另有历史小说《国民军北伐演义》，短篇小说有《张碧梧小说集》等。